# Ministerio de Economía y Finanzas de la Ciudad de Buenos Aires
El Ministerio de Hacienda y Finanzas de la Ciudad de Buenos Aires es el máximo organismo que administra la política en Economía en la Ciudad de Buenos Aires, tiene a su cargo la planificación, gestión y evaluación de la inversión pública en el ámbito de la Ciudad, así como la coordinación de todas las acciones vinculadas a la deuda pública. Implementa y supervisa la política salarial del Gobierno de manera conjunta con el Ministerio de Modernización. También se encarga de planificar, controlar y ejecutar las compras y contrataciones del Gobierno de la Ciudad.

## Funciones
Las funciones del ministerio son las siguientes:
- Instrumenta las políticas financiera, tributaria y presupuestaria, además de promover la inversión pública, elaborar e implementar la política de recursos humanos, ejecutar las compras y contrataciones,
- Diseñar, proponer e instrumentar las políticas financiera, tributaria y presupuestaria.
- Administrar,   gestionar   y   reglamentar   el   Sistema   de   Gestión,   Administración   Financiera y Control del Sector Público y establecer la organización y funcionamiento de sus órganos, en los términos de la Ley 70.
- Coordinar  las  acciones  para  el  planeamiento  y  gestión  de  la  inversión  pública  y  controlar  la  formulación  y  evaluación  de  las  iniciativas  de  inversión  realizadas  por  las  distintas  jurisdicciones,  en  cuanto  al  cumplimiento  de  las  metodologías,  pautas  y  procedimientos establecidos.
- Planificar, coordinar e instrumentar lo relativo a la deuda pública.
- Implementar y ejecutar la relación del Gobierno de la Ciudad Autónoma de Buenos Aires con los organismos financieros internacionales.
- Diseñar,  implementar  y  supervisar  la  aplicación  de  la  política  salarial  del  Gobierno  de la Ciudad Autónoma de Buenos Aires.
- Entender  en  la  planificación,  ejecución  y  control  de  la  política  de  compras  y  contrataciones del Gobierno de la Ciudad Autónoma de Buenos Aires.
- Participar en la formulación e implementación de la política de regulación de la adquisición y  mantenimiento  del  parque  automotor  perteneciente  al  Gobierno  de  la  Ciudad  Autónoma de Buenos Aires.
- Elaborar y suscribir los acuerdos surgidos de las negociaciones colectivas con las representaciones gremiales y cada uno de los Ministerios o áreas involucradas.
- Diseñar  e  implementar  las  políticas  de  gestión  y  administración  de  los  recursos  humanos del Gobierno de la Ciudad Autónoma de Buenos Aires.
- Diseñar e implementar la carrera administrativa, así como el régimen gerencial, o cualquier  régimen  especial,  establecido  en  la Ley  471  de  Relaciones  Laborales  en  la Administración Pública de la Ciudad Autónoma de Buenos Aires.
- Supervisar y coordinar con los entes y agencias del Gobierno de la Ciudad Autónoma de Buenos Aires la formulación de iniciativas para el desarrollo de sus recursos humanos y escalafones particulares.
- Entender en lo relativo a las concesiones en el ámbito de la Ciudad Autónoma de Buenos Aires, en coordinación con el Ministerio de Justicia.
- Coordinar y gestionar la estrategia de localización de las oficinas del Gobierno de la Ciudad Autónoma de Buenos Aires y el mantenimiento integral de los inmuebles.

## Organigrama
El Ministerio está compuesto de la siguiente forma:
Ministro de Hacienda y FinanzasGustavo Arengo Piragine
Unidad de Auditoría InternaGustavo Damián Szuchter
- Subsecretario de Finanzas: Abel Ignacio Fernández Semhan
  - Director General de Relaciones Fiscales: Eloy Aguirre Rébora
  - Director General de Crédito Público: Sin designar
- Subsecretaria de Gestión Operativa: Claudia Gabriela Jaime
  - Directora General de Compras y Contrataciones: Marisa Andrea Tojo
  - Director General de Gestión de la Flota Automotor: Juan Francisco Rico
  - Director General de Redeterminación de Precios: José Antonio Villamil
  - Director General de Unidad Informática de Administración Financiera: Walter Delochio
- Subsecretaria de Gestión de Recursos Humanos: Sebastián Emanuel Fernández
  - Director General de Planificación y Control Operativo: Leandro Ezequiel Bianchi
  - Directora General de Desarrollo del Servicio Civil: María Belén Flores
  - Director General Relaciones Laborales, Legales y Asuntos Previsionales : Rafael Ohrnialian
  - Directora General de Administración y Liquidación de Haberes: Bárbara Viviana Ramírez Navarro
  - Director General de Administración de Medicina del Trabajo: Demián Flavio Goldstein
- Subsecretario de Hacienda : Emiliano Kolliker Frers
  - Directora General de Oficina de Gestión Pública y Presupuesto: Carla Mitidieri
  - Director General de Tesorería: Horacio Salvador Stavale
  - Directora General de Contaduría: Lucía Griselda Gabelli
- Subsecretario de Administración de Bienes Inmuebles: Guillermo Manuel Sánchez Sterli
  - Director General de Administración de Bienes: Rosendo Tarsetti
  - Directora General de Relocalización y Gestión Integral de Edificios de Gobierno: Erika Belén Benitez
  - Director General de Concesiones y Permisos: Agustín González Calderón
- Director General de Técnica, Administración y Legal: Juan Carlos Rojas
- Presidente del Banco Ciudad: Guillermo Laje
- Administrador Gubernamental de Ingresos Públicos: Germán Krivocapich
- Presidente de Lotería de la Ciudad de Buenos Aires: Jesús Mariano Acevedo
- Obra Social de la Ciudad de Buenos Aires: Alejandro Amor

## Nómina de ministros
| N.º | Ministro                      | Partido                                       | Partido               | Periodo                                           | Jefe de Gobierno          |
| --- | ----------------------------- | --------------------------------------------- | --------------------- | ------------------------------------------------- | ------------------------- |
| 1   | Adalberto Rodríguez Giavarini |                                               | Unión Cívica Radical  | 7 de agosto de 1996 - 26 de mayo de 1998          | Fernando de la Rúa        |
| 2   | Eduardo Delle Ville           |                                               | Independiente         | 26 de mayo de 1998 - 10 de diciembre de 1999      | Fernando de la Rúa        |
| 2   | Eduardo Delle Ville           | 10 de diciembre de 1999 - 7 de agosto de 2000 | Independiente         | Enrique Olivera                                   |                           |
| 3   | Miguel Ángel Pesce            |                                               | Unión Cívica Radical  | 7 de agosto de 2000 - 6 de junio de 2003          | Aníbal Ibarra             |
| 4   | Marta Albamonte               |                                               | Partido Justicialista | 6 de junio de 2003 - 7 de marzo de 2006           | Aníbal Ibarra             |
| 5   | Guillermo Nielsen             |                                               | Independiente         | 7 de marzo de 2006 - 2 de noviembre de 2006       | Jorge Telerman            |
| 6   | Sergio Beros                  |                                               | Independiente         | 2 de noviembre de 2006 - 10 de diciembre de 2007  | Jorge Telerman            |
| 7   | Néstor Grindetti              |                                               | Propuesta Republicana | 10 de diciembre de 2007 - 10 de diciembre de 2015 | Mauricio Macri            |
| 8   | Martin Mura                   |                                               | Propuesta Republicana | 10 de diciembre de 2015 - 10 de diciembre de 2023 | Horacio Rodríguez Larreta |
| 9   | Gustavo Arengo Piragine       |                                               | Propuesta Republicana | 10 de diciembre de 2023 - en el cargo             | Jorge Macri               |